# Miejski Klub Sportowy Dąbrowa Górnicza (pallacanestro maschile)
L'M.K.S Dabrowa Gornicza è una società cestistica avente sede a Dąbrowa Górnicza, in Polonia. Fondata nel 1992, gioca nel campionato polacco.
Ha navigato nelle serie minori polacche fino al 2003, quando ha conquistato la promozione in 1. Liga, rimanendoci fino al 2014, quando sfrutto' l'espansione della PLK da 12 a 16 squadre per fare il salto in massima serie.

## Palmarès
- Alpe Adria Cup: 2

2022-2023, 2023-2024
- 1a Lega

Semifinali (3) : 2010, 2011, 2012
- 2a Lega

Champions Gruppo C (1) : 2008

## Roster 2017-2018
Aggiornato al 1 settembre 2017.
|    | Naz.                                        | Ruolo | Sportivo             | Anno | Alt. | Peso | Note |
| -- | ------------------------------------------- | ----- | -------------------- | ---- | ---- | ---- | ---- |
| 1  | Polonia (bandiera)                          | P     | Patryk Wieczorek     | 1996 | 186  | 80   |      |
| 2  | Stati Uniti (bandiera)                      | GA    | Aaron Broussard      | 1990 | 195  | 90   |      |
| 10 | Polonia (bandiera)                          | G     | Piotr Pamuła         | 1994 | 194  | 88   |      |
| 11 | Polonia (bandiera)                          | AP    | Bartłomiej Wołoszyn  | 1986 | 196  | 90   |      |
| 13 | Polonia (bandiera)                          | AG    | Maciej Kucharek      | 1993 | 204  | 96   |      |
| 15 | Ucraina (bandiera) · Polonia (bandiera)     | AG    | Vitalij Kovalenko    | 1984 | 203  | 107  |      |
| 23 | Stati Uniti (bandiera)                      | AC    | D.J. Shelton         | 1991 | 208  | 113  |      |
| 24 | Polonia (bandiera)                          | G     | Patryk Piszczatowski | 1998 | 190  | 85   |      |
| 41 | Polonia (bandiera)                          | C     | Jakub Parzeński      | 1991 | 209  | 98   |      |
| 44 | Lituania (bandiera)                         | PG    | Paulius Dambrauskas  | 1991 | 191  | 83   |      |
| 77 | RD del Congo (bandiera) · Svezia (bandiera) | P     | Thomas Massamba      | 1985 | 185  | 86   |      |
|    | Polonia (bandiera)                          | AG    | Michał Gabiński      | 1987 | 202  | 100  |      |